# Auferstehungskirche St. Maria Magdalena (Rafz)

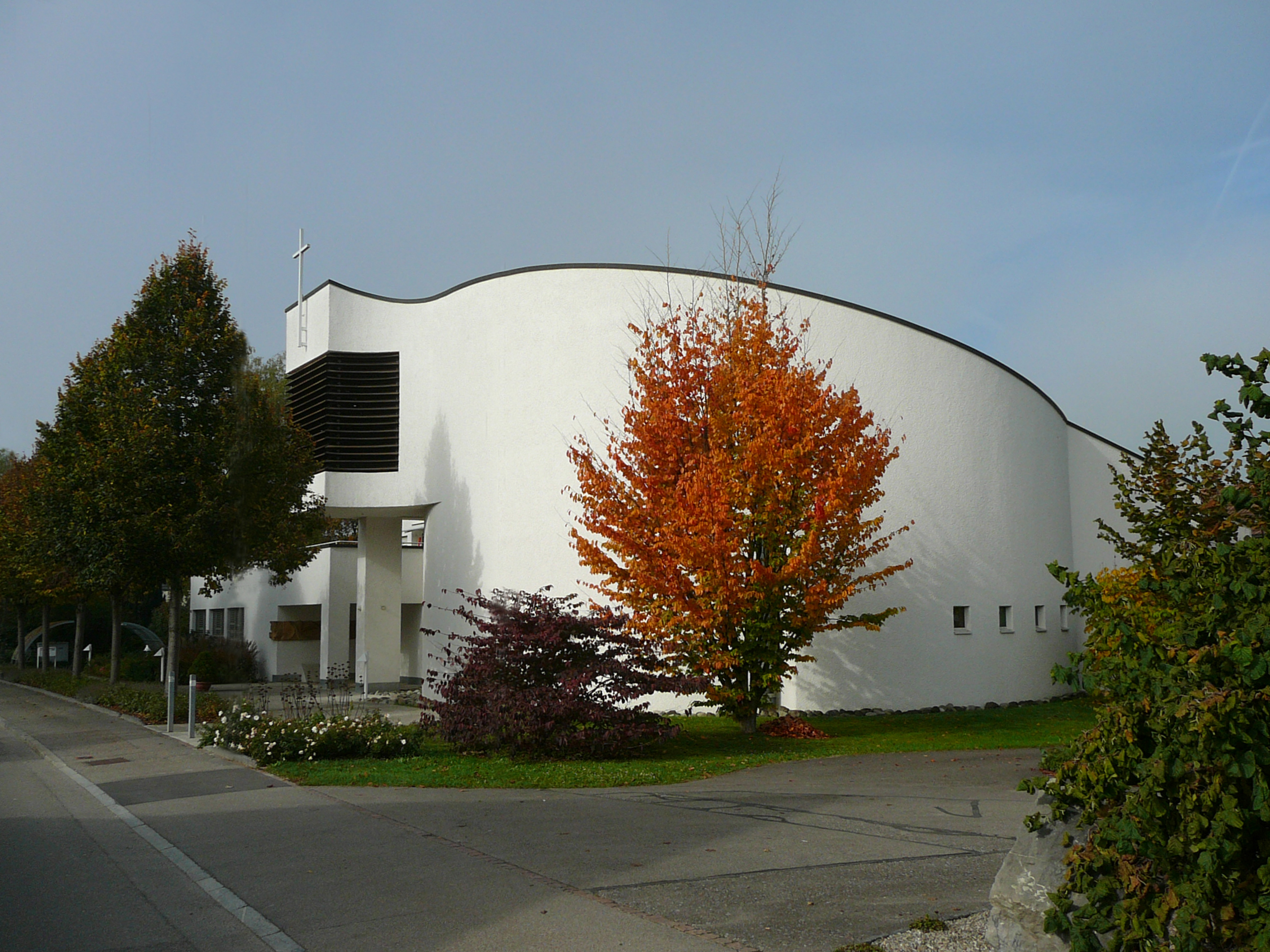
Auferstehungskirche St. Maria Magdalena

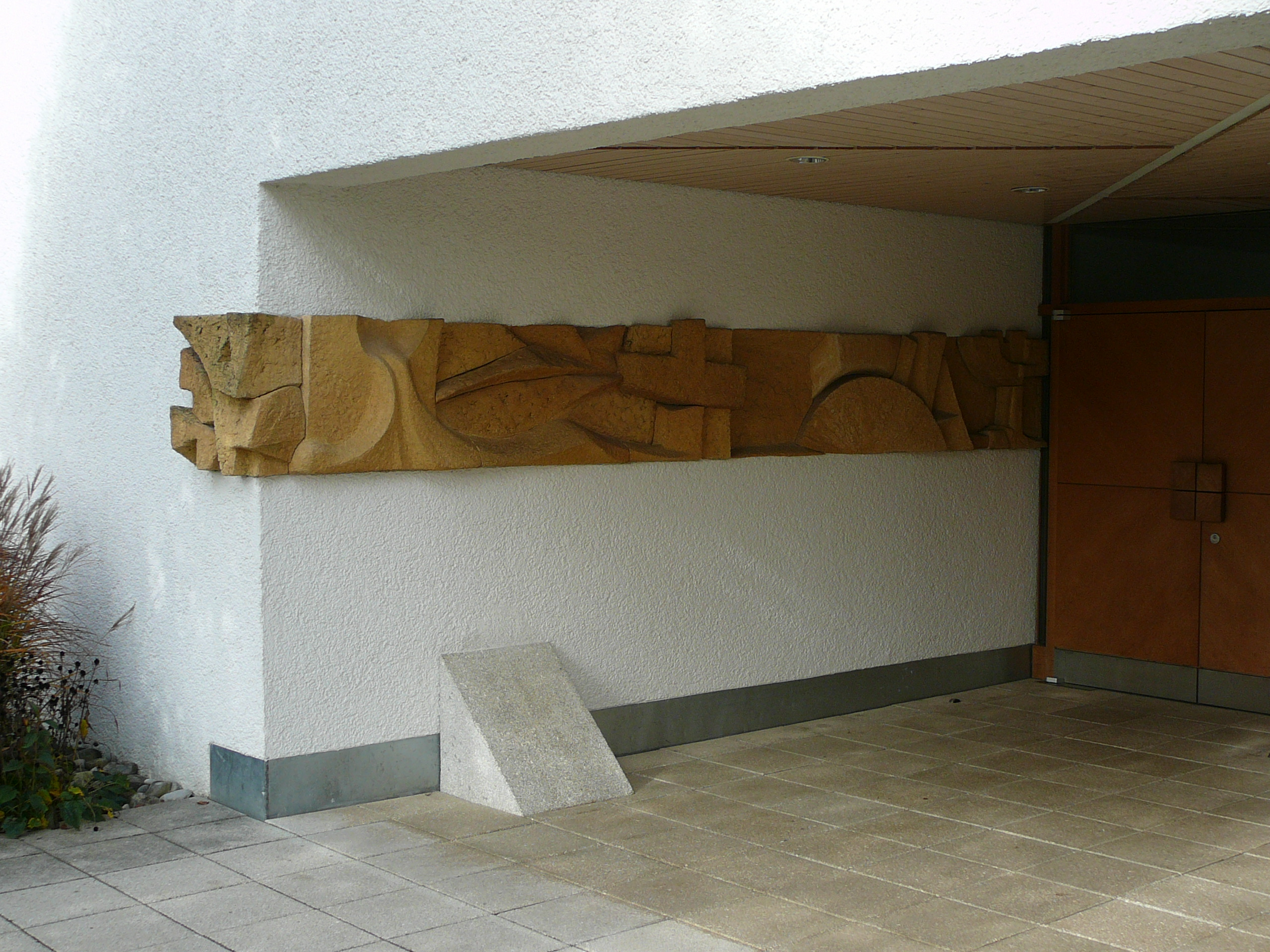
Relief am Kircheneingang, darunter der Stein des Anstosses

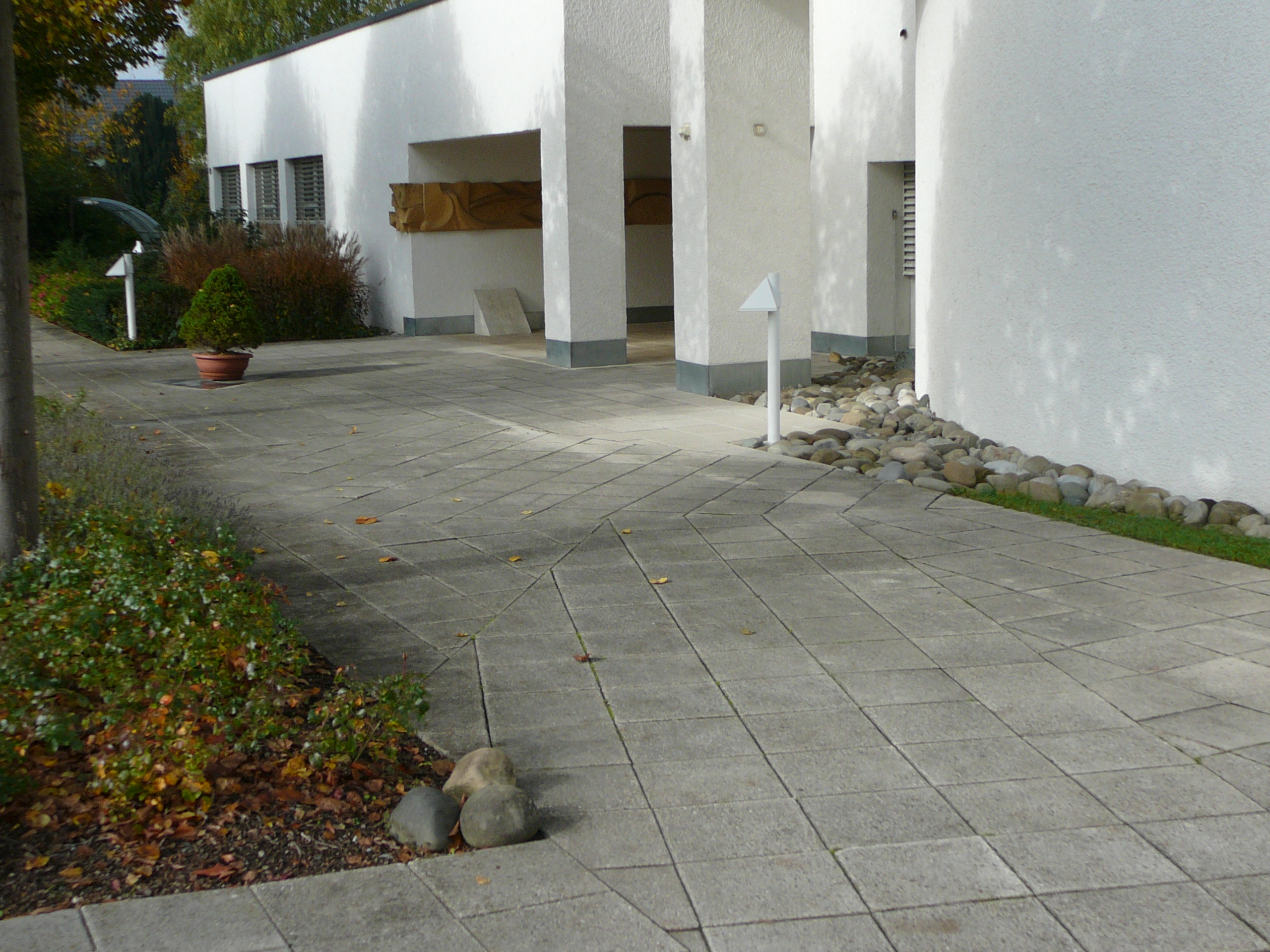
Zugang zur Kirche mit Symbolik nach Alois Spichtig

Die Auferstehungskirche St. Maria Magdalena ist die römisch-katholische Pfarrkirche in Rafz im Zürcher Unterland. Als Besonderheit bietet sie ein Gesamtkunstwerk von Alois Spichtig, das sich von der Strasse durch das Gebäude hindurch bis zum Altarraum hinzieht.
Die Pfarrei ist zuständig für die Orte Buchberg, Eglisau, Glattfelden, Hüntwangen, Rafz, Rüdlingen, Stadel, Wasterkingen und Wil. Zwei weitere Kirchen gehören zur katholischen Kirchgemeinde dazu: die Kirche St. Judas Thaddäus in Eglisau und die Kirche St. Josef in Glattfelden. Die Anfangsbuchstaben der Ortschaften mit den drei katholischen Kirchen ergeben die Abkürzung der Pfarrei Glattfelden – Eglisau – Rafz, wie sie auch im Internet verwendet wird: Glegra.
Die Pfarrei ist mit ihren 4'227 Mitgliedern (Stand 2021) eine der mittelgrossen katholischen Kirchgemeinden des Kantons Zürich.

## Geschichte

### Pfarreigeschichte
Bis 1496 war die Kirche in Rafz eine Filiale der Mutterkirche in Lottstetten. Wohl an der gleichen Stelle, wo heute die reformierte Kirche von Rafz steht, die 1585 erbaut worden war, soll sich im Mittelalter eine Kapelle befunden haben, die dem hl. Nikolaus von Myra geweiht gewesen war. Nach der Reformation in Zürich im Jahr 1523 wurde die Ausübung des katholischen Kults für beinahe 300 Jahre in der Region Zürich verboten. Das Toleranzedikt des Zürcher Regierungsrats vom 10. September 1807 erlaubte erstmals wieder eine katholische Gemeinde in Zürich. Das sog. Erste zürcherische Kirchengesetz im Jahr 1863 anerkannte schliesslich die katholischen Kirchgemeinden neben Zürich auch in Winterthur, Dietikon und Rheinau (die letzten beiden waren traditionell katholisch geprägte Orte). Auf Grundlage des Vereinsrechts konnten daraufhin im ganzen Kanton katholische Niederlassungen gegründet werden. Mit Hilfe von Fördervereinigungen wie dem Piusverein (gegründet 1857) und der Katholischen Gesellschaft für inländische Mission (gegründet 1863) entstanden in den 1860er Jahren in kurzer Folge weitere Seelsorgestationen und spätere Pfarreien im Kanton Zürich.
Mit Inkrafttreten der Schweizer Bundesverfassung von 1848 wurde die Niederlassungsfreiheit eingeführt. Infolge der Industrialisierung zogen Katholiken aus der Ost- und der Zentralschweiz, aber auch aus dem benachbarten katholischen Ausland in der zweiten Hälfte des 19. Jahrhunderts ins Zürcher Unterland. Durch den Bau der Eisenbahnstrecken erhielt Bülach eine regionale Zentrumsfunktion, weshalb dort im Jahr 1882 die erste katholische Seelsorgestation im Zürcher Unterland errichtet wurde. Aus der Pfarrei Bülach gingen im 20. Jahrhundert vier Tochterpfarreien hervor, von denen die Pfarrei Glegra die jüngste ist. Mit dem Bau des Kraftwerks Rheinsfelden und der neuen Strassenbrücke über den Rhein in Eglisau in den Jahren 1915–1920 stieg der Anteil der katholischen Wohnbevölkerung auch im nördlichsten Teil des Zürcher Unterlands weiter an. Die Pfarrei Glegra entwickelte sich zunächst in den Gemeinden Glattfelden und Eglisau. So fanden für die Katholiken nördlich von Bülach ab 1931 im Schulhaus Aarüti in Glattfelden Gottesdienste statt. In Eglisau wurde die erste hl. Messe seit der Reformation am Palmsonntag 1942 in einem Magazin gefeiert. Im Jahr 1949 wurde in Eglisau die Kirche St. Judas Thaddäus erbaut, im Jahr 1950 die Kirche St. Josef in Glattfelden. 1962 ernannte der Bischof von Chur, Johannes Vonderach, das Gebiet zu einem Pfarr-Rektorat und am 22. Dezember 1967 zu einer eigenständigen Pfarrei.

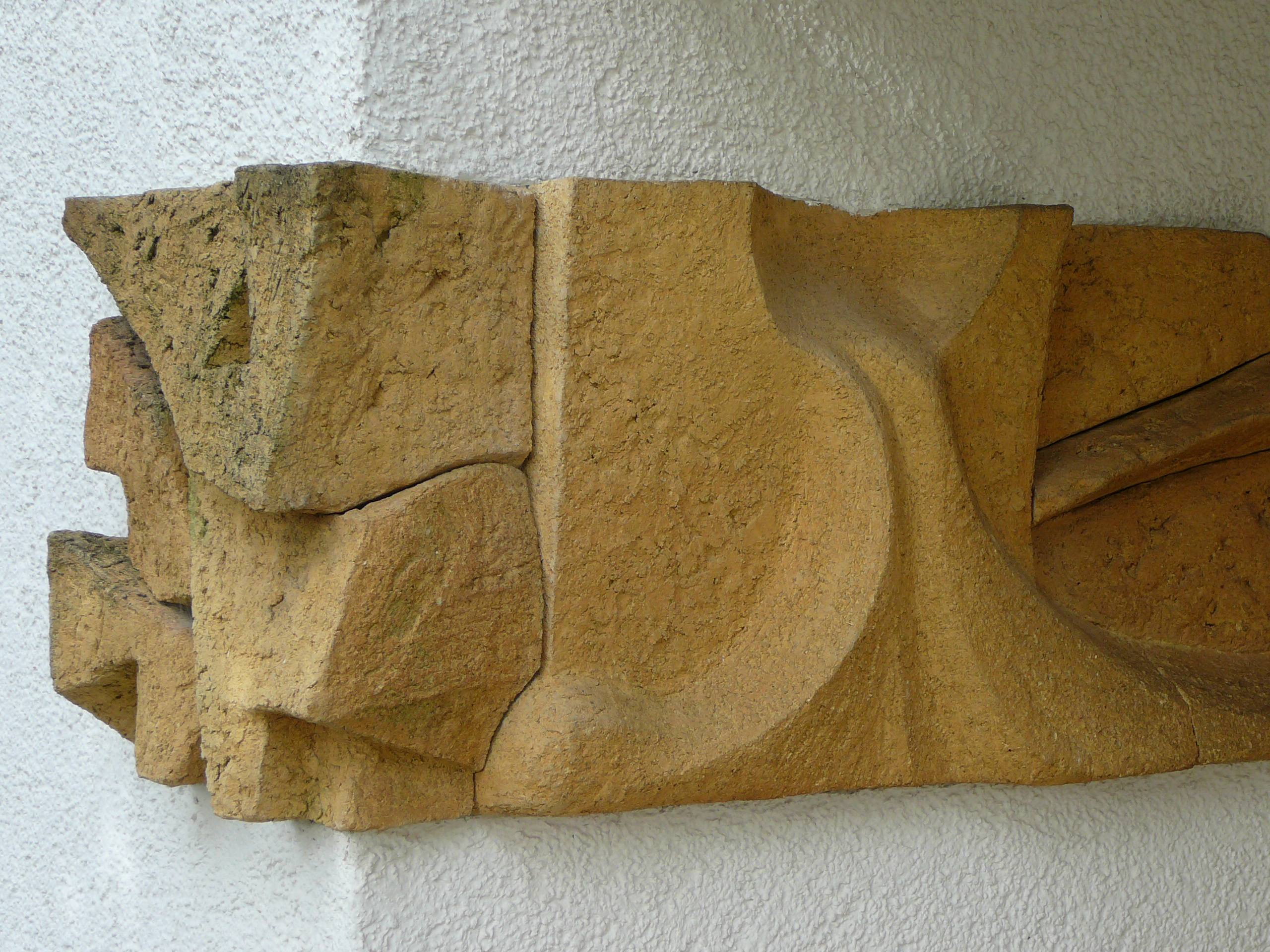
Leben der Maria Magdalena: Zäsuren, Salbung von Jesus mit Öl
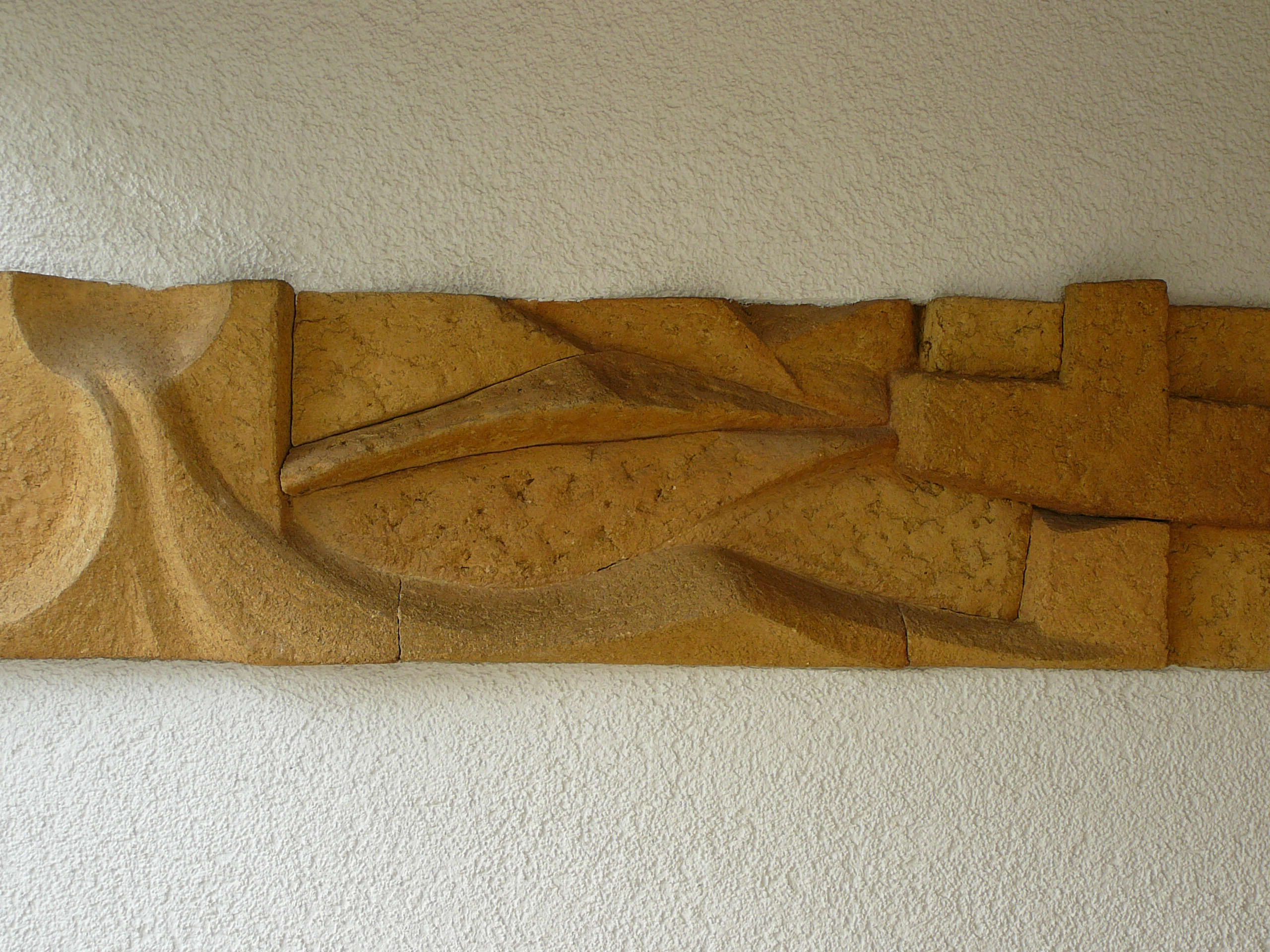
Unterwegssein von Maria Magdalena mit Jesus bis zum Kreuz
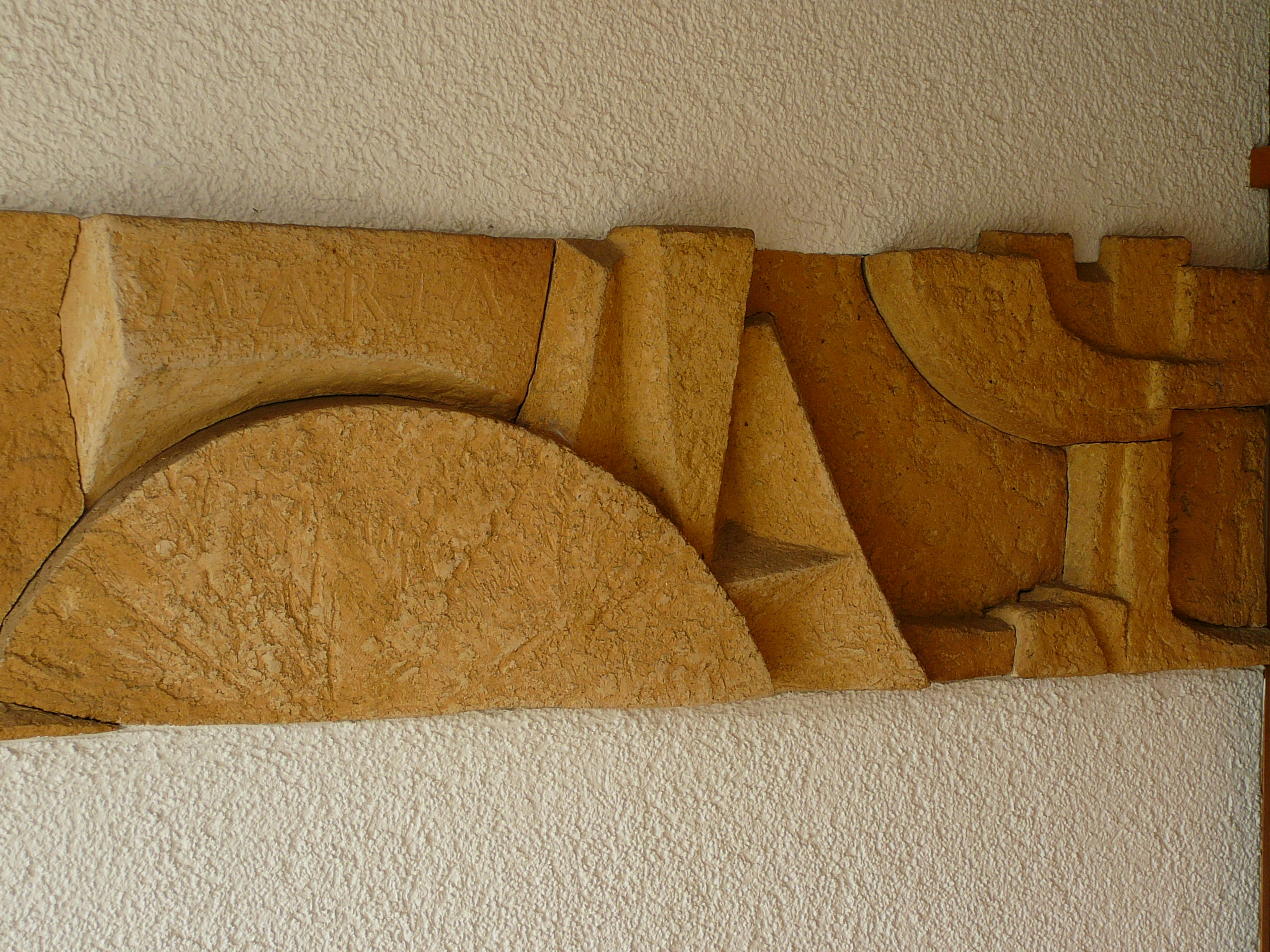
Der runde Grabstein Jesu

### Baugeschichte und Namensgebung
Erst rund 40 Jahre nach dem Bau der Kirchen von Glattfelden und Eglisau wurde der Bau in Rafz, der drittgrössten Gemeinde der Pfarrei, realisiert. Im Jahr 1985 hatte die Pfarrei in Rafz günstig Bauland erwerben können mit der Auflage, innert 10 Jahren darauf eine katholische Kirche zu errichten. Aus dem Architekturwettbewerb im Jahr 1991 ging das Architekturbüro WAP (seit 2000 ArchiNet), Zürich, als Sieger hervor, von dem Jan Bossard der ausführende Architekt war. Für die künstlerische Gestaltung konnte der Innerschweizer Künstler Alois Spichtig gewonnen werden. Am 3. Oktober 1993 fand die Grundsteinlegung und am 27. November 1994 die Einweihung des Kirchenbaus durch Weihbischof Peter Henrici statt.
Für die Kirche sollte ursprünglich der hl. Nikolaus von Myra als Kirchenpatron ausgewählt werden, da die mittelalterliche Kapelle von Rafz bis zur Reformation ihm geweiht war. Auf Anregung des damaligen Pfarrers Josef Kohler fand dann aber die Idee, die Kirche als Auferstehungskirche St. Maria Magdalena zu benedizieren, in der Gemeinde grösseren Anklang. Dadurch konnte dem Wunsch nachgekommen werden, auf die tragende Rolle der Frauen in der Kirche hinzuweisen, und es wurde durch dieses Patrozinium der Ausrichtung der katholischen Kirche auf Ostern Nachdruck verliehen. Zudem wurde durch die Wahl einer biblischen Person als Namenspatronin der Kirche der Diaspora-Situation mit einer grossen Überzahl reformierter Christen Rechnung getragen. Der Künstler Alois Spichtig sagt über Maria Magdalena und die künstlerische Ausgestaltung der Kirche in Rafz: Der Lebensweg dieser Frau ist exemplarisch für den suchenden Menschen und soll die Gestaltungsarbeit dieser Kirche mitprägen.

## Baubeschreibung

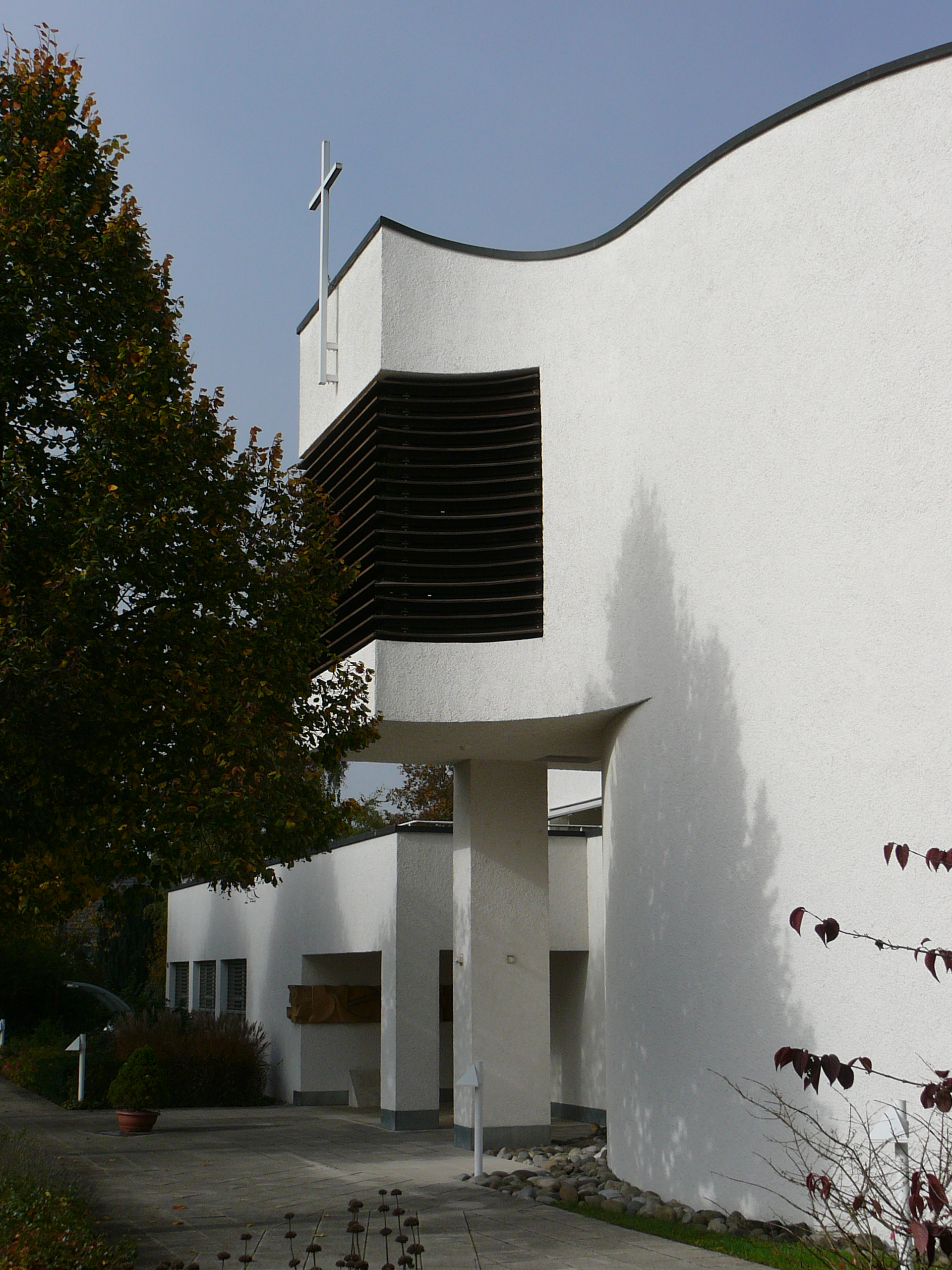
Der Glockenturm

### Kirchturm und Äusseres
Die Kirche St. Maria Magdalena präsentiert ihre Schaufassade den Gottesdienstbesuchern, die von der Badener Landstrasse vom Dorfzentrum Rafz her zur Kirche kommen. Es handelt sich um einen Rundbau mit zur Strasse ansteigendem Dach, in welchen zur Strasse hin das Glockengehäuse und auf der Gegenseite der Pfarreisaal integriert ist. Das Dach der Kirche läuft durchgängig aufsteigend vom Pfarreisaal über die Kirche bis zum Glockengehäuse hin.

### Die Glocken
Das Glockengehäuse beherbergt vier Glocken: Diese wurden von der Glocken- und Kunstgiesserei Rincker in Sinn (Hessen) gegossen. Die Glockenzier schuf Alois Spichtig.
| Glocke | Gewicht | Durchmesser | Ton  | Widmung         | Inschrift                                                                                           |
| ------ | ------- | ----------- | ---- | --------------- | --------------------------------------------------------------------------------------------------- |
| 1      | 680 kg  | 106 cm0     | fis1 | Dreieinigkeit   | Alle sollen eins sein, wie du, Vater, in mir bist und ich in dir bin. (Joh 17, 21)                  |
| 2      | 440 kg  | 91 cm       | a1   | Maria Magdalena | Jesus ist auferstanden. (Mt 28, 7)                                                                  |
| 3      | 310 kg  | 81 cm       | h1   | Apostel         | Wer mich liebt, wird an meinem Wort festhalten. (Joh 14, 23)                                        |
| 4      | 220 kg  | 71 cm       | d2   | Heilige Familie | Wer den Willen meines Vaters erfüllt, der ist für mich Bruder und Schwester und Mutter. (Mt 12, 50) |

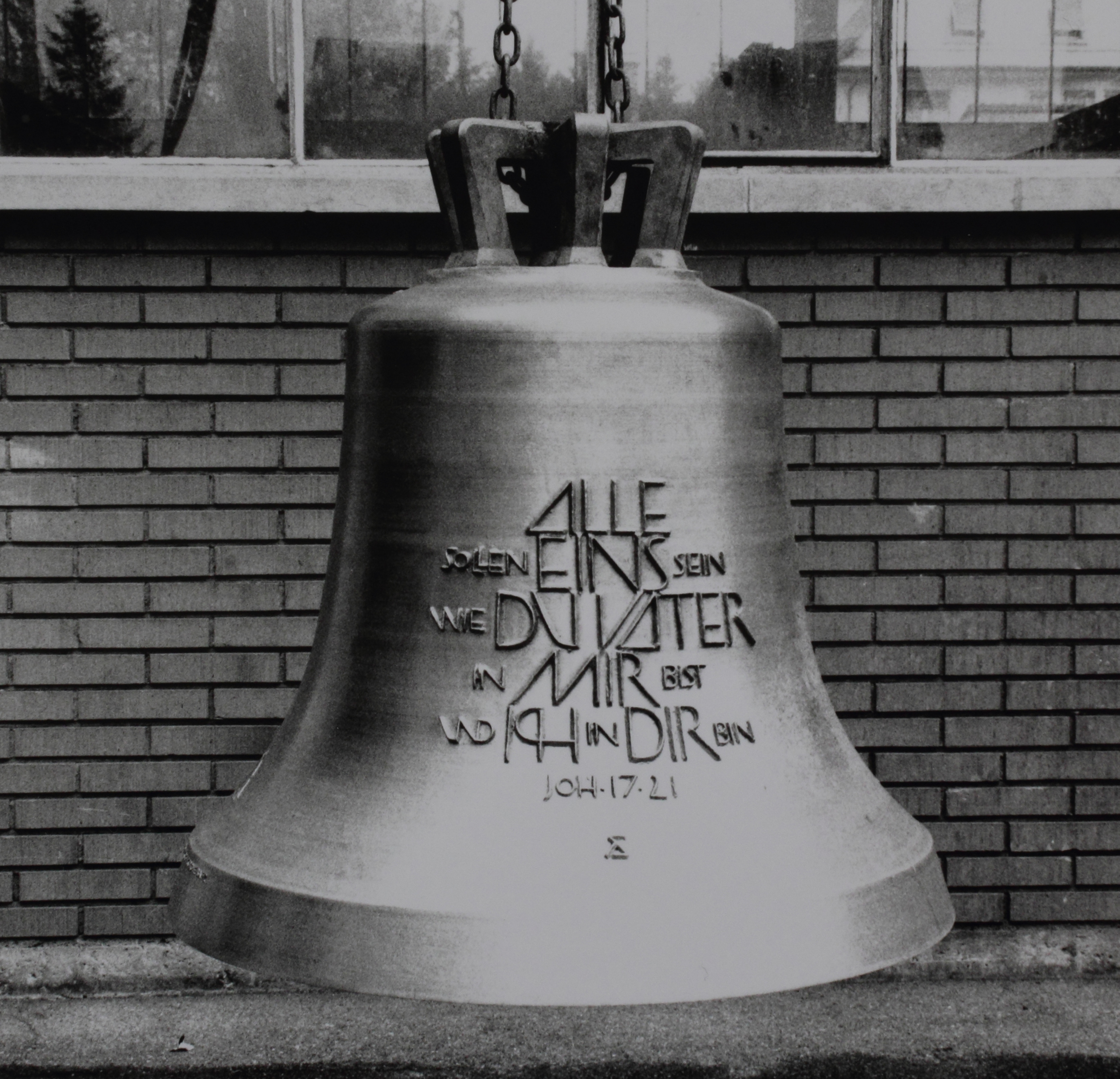
Dreieinigkeitsglocke
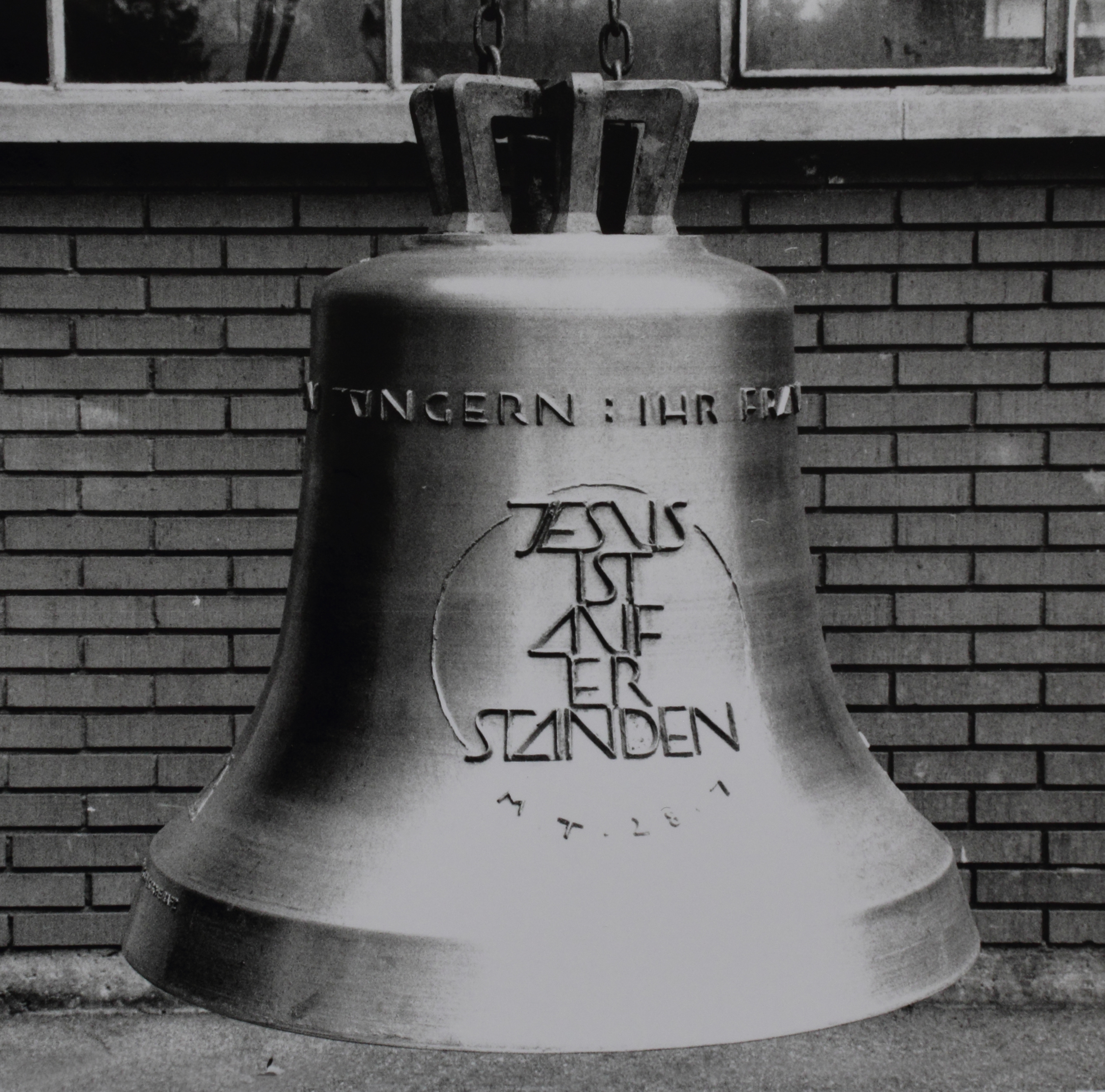
Maria-Magdalena-Glocke
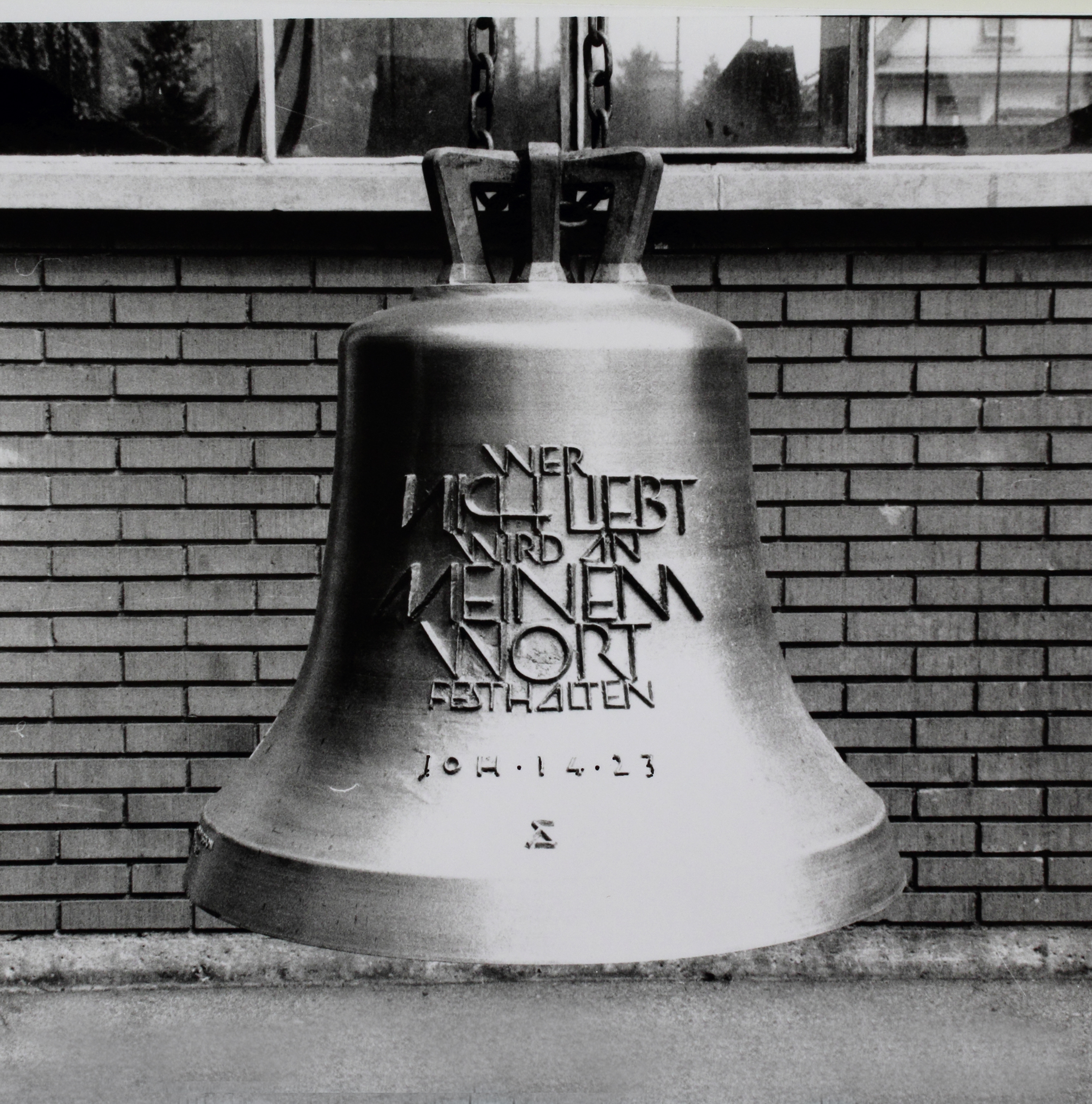
Apostelglocke
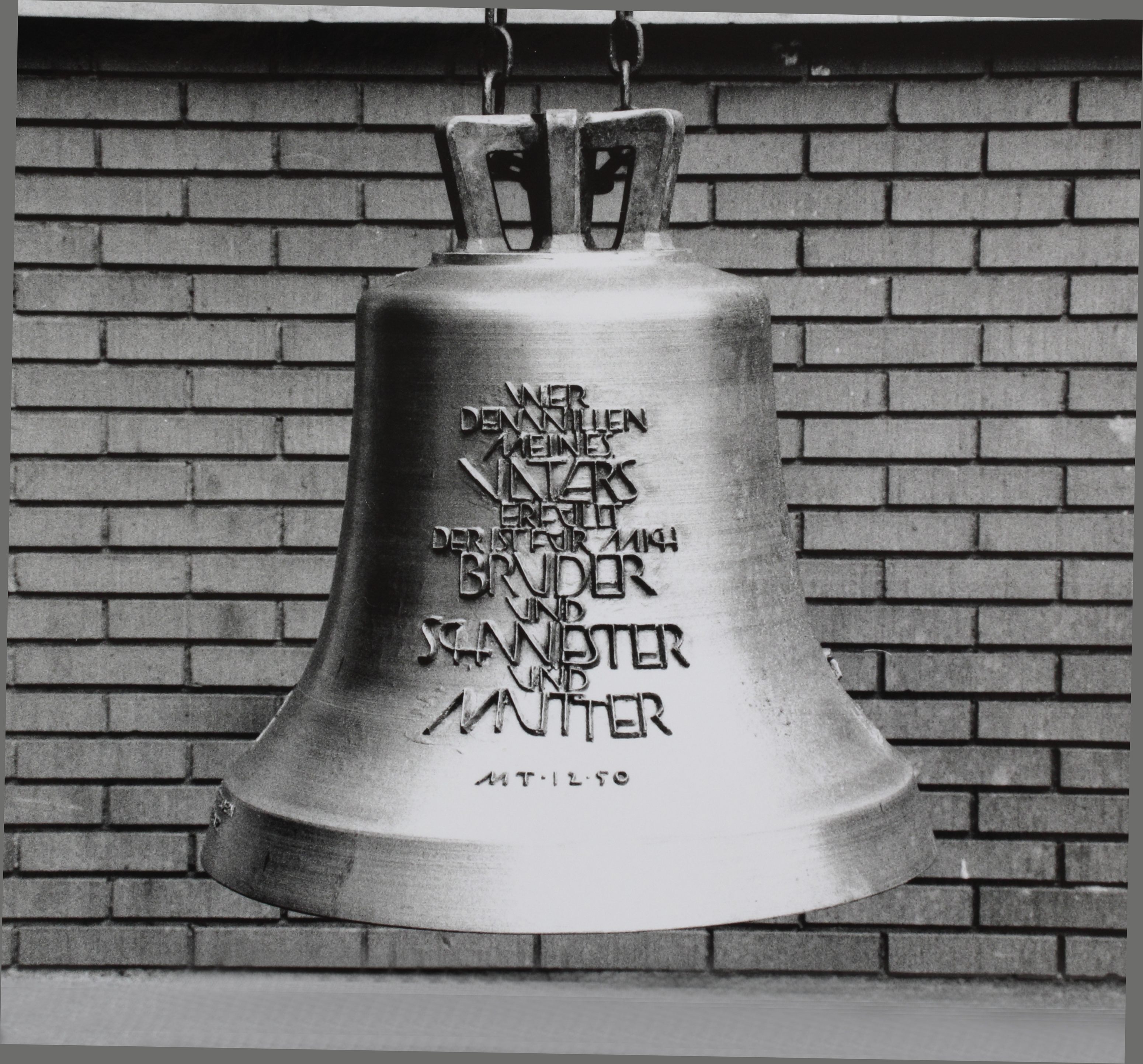
Heilige-Familie-Glocke
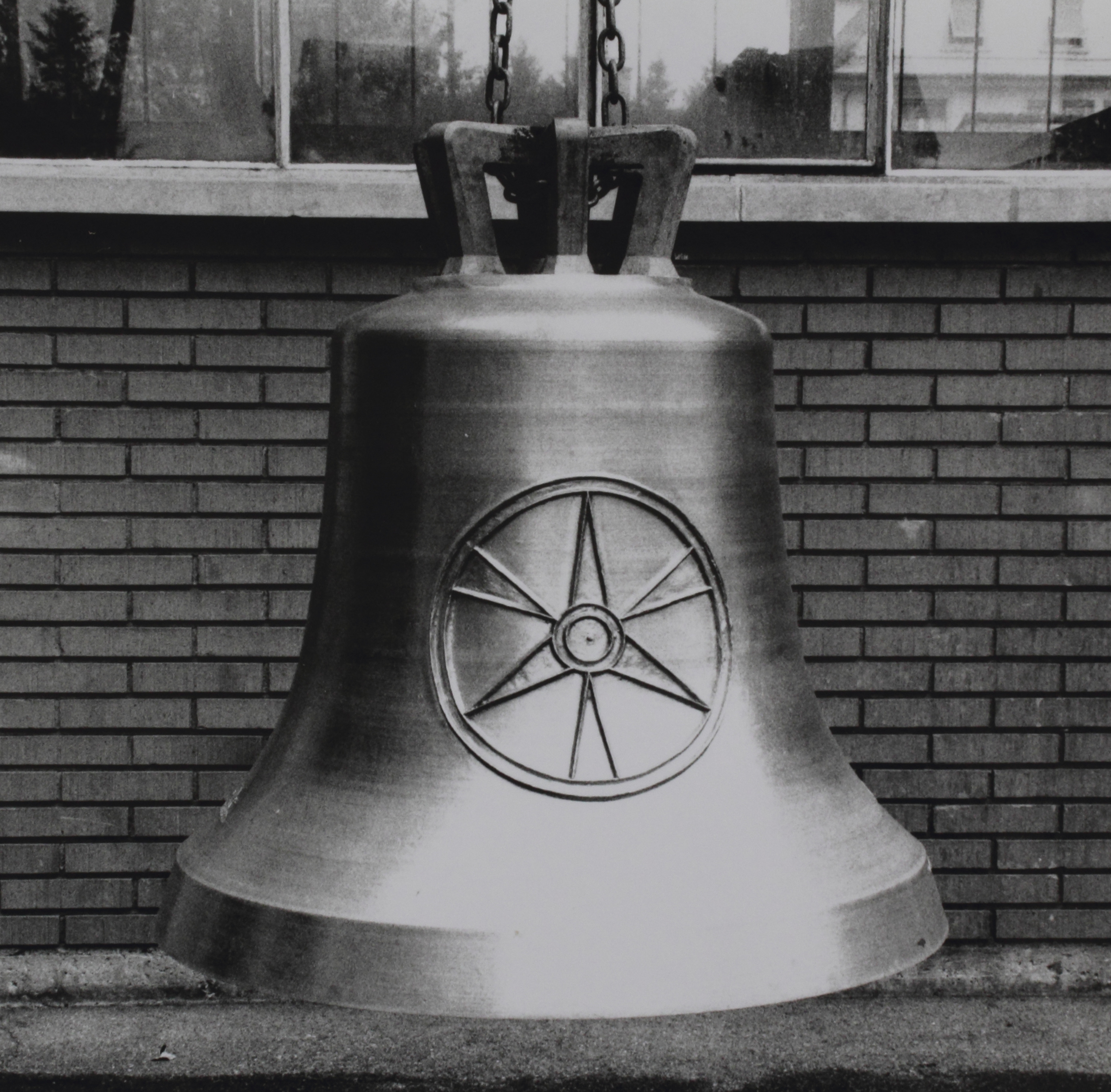
Trinität nach dem Meditationsbild des hl. Nikolaus von Flüe
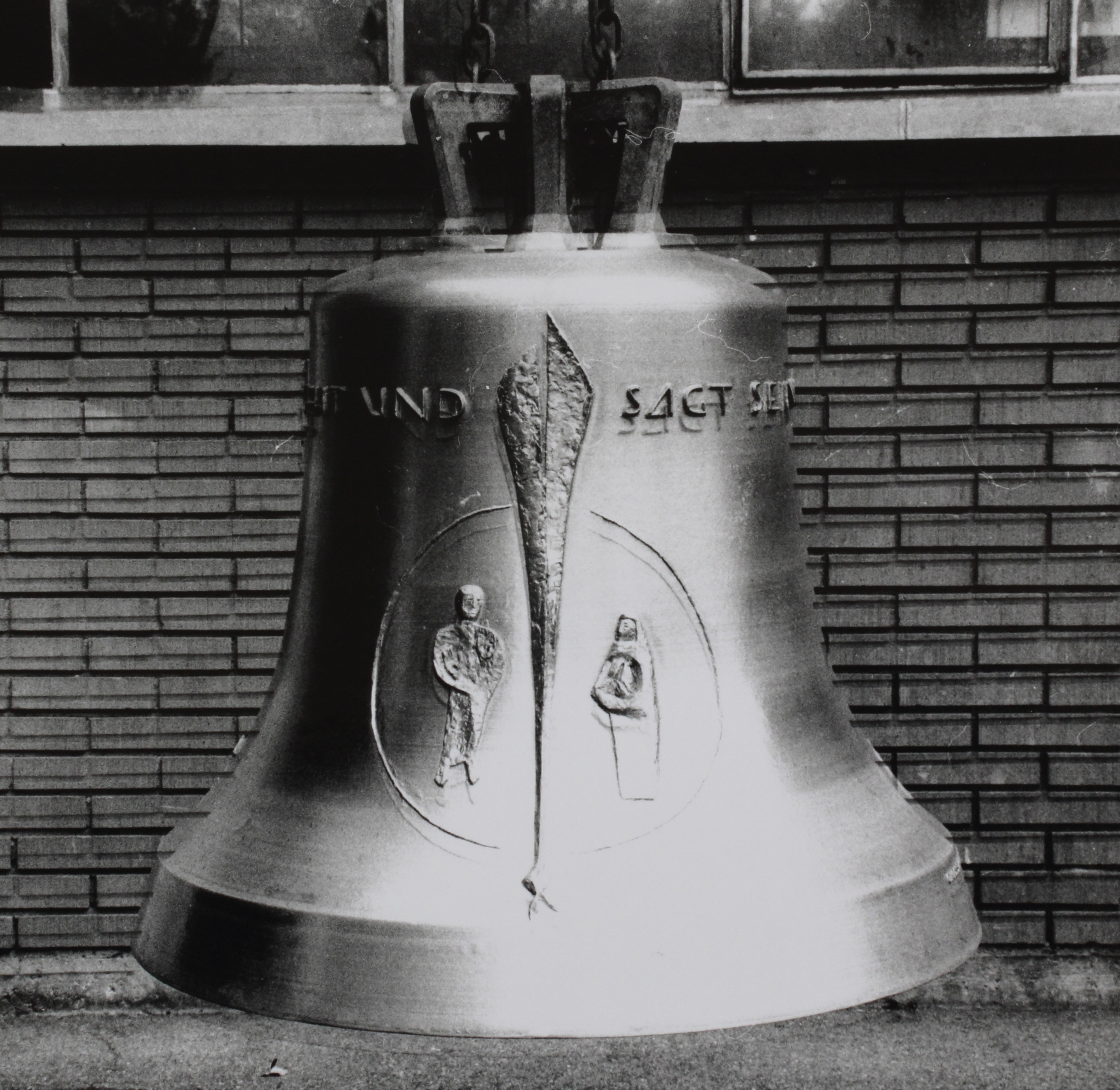
Die Auferstehung Jesu, dargestellt als Weizenkeim
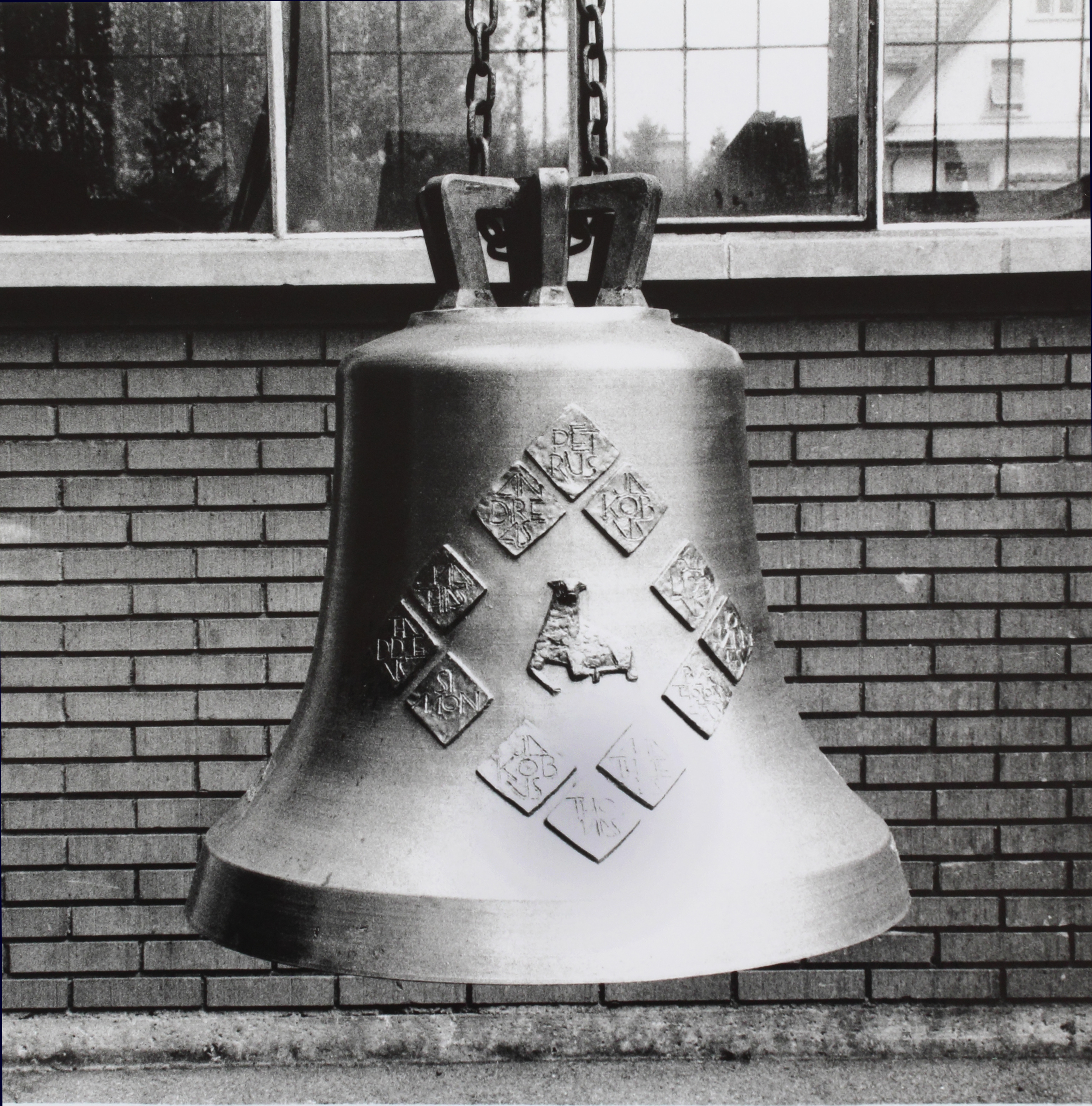
Das neue Jerusalem mit dem Lamm Gottes in der Mitte und den Namen der zwölf Apostel
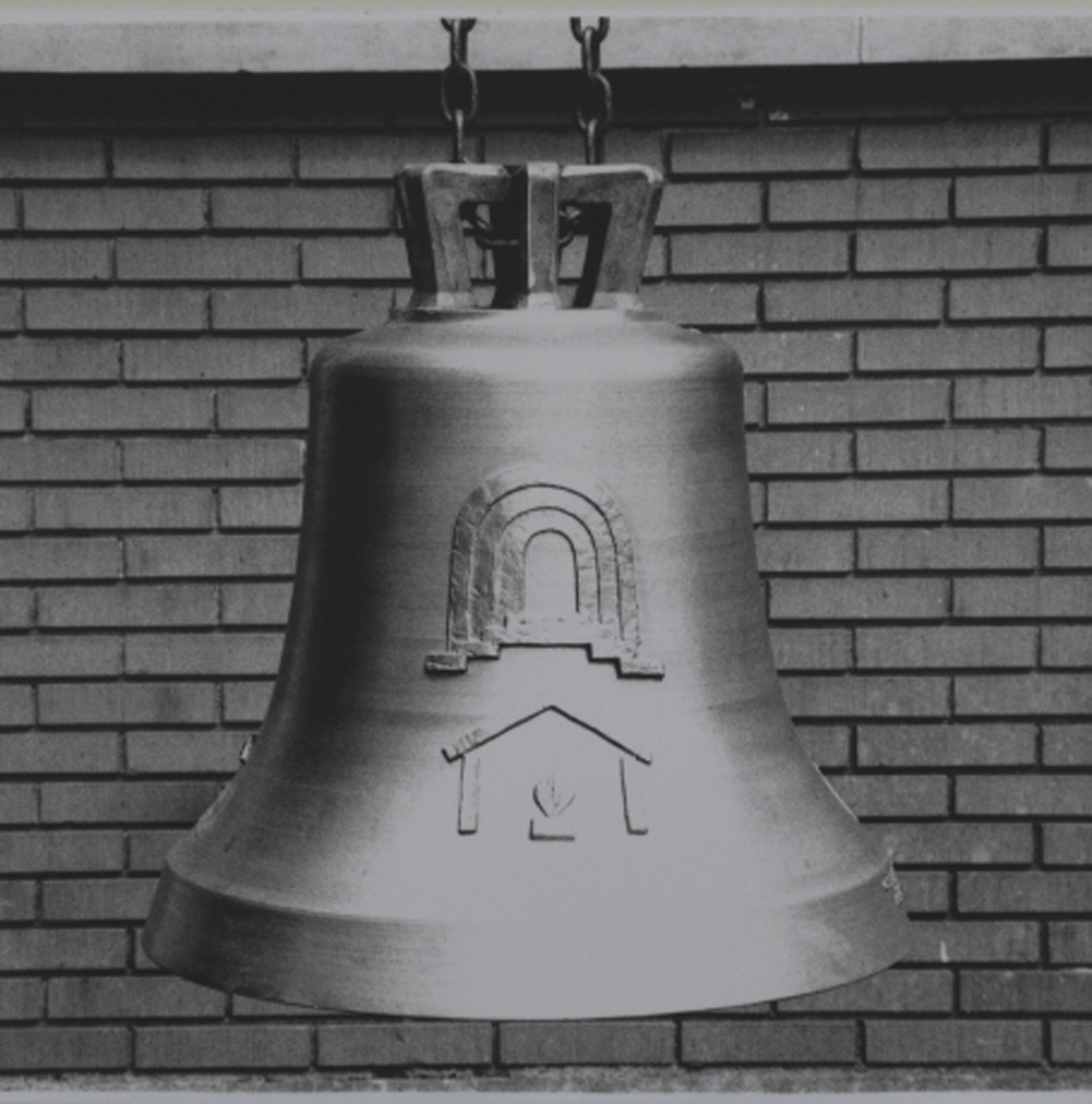
Das Haus von Nazareth mit der Flamme als Symbol der Liebe innerhalb der Hl. Familie

### Künstlerisches Gesamtkonzept
In Zusammenarbeit mit dem Architekten Jan Bossard schuf der Künstler Alois Spichtig ein integrales Konzept, das sich vom Weg zur Kirche durch das Pfarreizentrum bis in die Kirche zum Altarbereich hinzieht.

#### Der Zugang zur Kirche
Das Quadrat für das Irdische oder Diesseitige und der Kreis für das Himmlische oder Jenseitige spielen im künstlerischen Konzept der Kirche St. Maria Magdalena eine zentrale Rolle. So beschreitet der Gottesdienstbesucher vom Dorfzentrum her kommend zunächst einen Plattenweg, der aus quadratischen Steinplatten besteht. Dieser Plattenweg symbolisiert den Lebensweg der Maria Magdalena, deren Leben Zäsuren und Brüche aufwies, welche in der Aneinanderreihung der quadratischen Bodenplatten dargestellt werden, die dadurch ungeordnet wirken. Beim Beschreiten dieses Weges zur Kirche hin soll der Gottesdienstbesucher das Ungeordnete seiner eigenen Gedanken hinter sich lassen und parallel zur zunehmenden Ordnung des Plattenweges selber ruhig und konzentriert werden. Der im Plattenweg angedeutete Lebensweg der Maria Magdalena, der zunächst Zäsuren und Brüche aufweist und dann durch die Begegnung mit Jesus ruhig und klar wird, weist den Gottesdienstbesucher darauf hin, dass der ungeordnete Lebensweg des Menschen ruhiger und klarer wird, je näher dieser zu Gott führt.
Unmittelbar vor dem Zugang zur Kirche und zum Pfarreizentrum ist im Boden ein Dreieck aus Kupfer eingelassen, das selber wiederum aus drei Dreiecken besteht, was auf die Trinität verweist. Auf dieser dreieckigen Bodenplatte wird in der Osternacht das Osterfeuer entzündet, welches das von Gott neu geschenkte Leben symbolisiert. Das Dreieck kann auch als Pfeil verstanden werden, der auf das Portal der Kirche verweist.

#### Das Tonrelief
Zusammen mit einem Töpfer hat Alois Spichtig ein vier Meter langes Relief aus gebranntem Ton geschaffen. In Symbolen erzählt es den Lebensweg von Maria Magdalena und thematisiert zudem fünf Dimensionen aus dem Leben der Heiligen: das Dämonische, die innere Zerrissenheit und das Erlösende, das Handelnde und das Bezeugende. Das Relief beginnt links aussen, wo als erstes das Chaotische im Leben der Maria Magdalena dargestellt wird, die sieben Dämonen, welche von Jesus ausgetrieben wurden. Danach folgt die für den weiteren Lebensweg der Maria Magdalena entscheidende Begegnung mit Jesus: Gezeigt wird das ausgegossene Öl, mit dem sie Jesus salbt. Der daran anschliessende Lebensweg von Maria Magdalena mit Jesus wird als harmonisch und fliessend dargestellt und bildet einen Gegensatz zum Anfang des Reliefs auf der linken Seite. Der gemeinsame Lebensweg von Jesus und Maria Magdalena führt zum Kreuz, das im Relief als Nächstes folgt. Der Tod von Jesus Christus bedeutet für das Leben der Maria Magdalena eine Zäsur und hinterlässt eine Leere, welche rechts vom Kreuz im Relief auch optisch dargestellt wird. Daneben ist das Grab Jesu zu erkennen, vor dem sich der Rundstein befindet, welcher das Grab verschliesst. Oberhalb des Grabsteines ist die Inschrift Maria zu lesen. Das letzte Motiv auf dem Relief symbolisiert die Auferstehung Jesu und verweist mit der nach oben geöffneten Darstellung auf den Himmel, auf die Transzendenz.
Unter dem Relief befindet sich ein Stein, der aus den Bodenplatten des Wegs von der Strasse zur Kirchentür herauszuwachsen scheint. Es handelt sich um den Stein des Anstosses, der den Gottesdienstbesucher auf das Relief verweist. Anstoss hatten auch die Jünger Jesu an Maria Magdalena und an ihrem Tun genommen, als sie Jesus mit dem kostbaren Öl gesalbt hatte.

#### Zugang zur Kirche

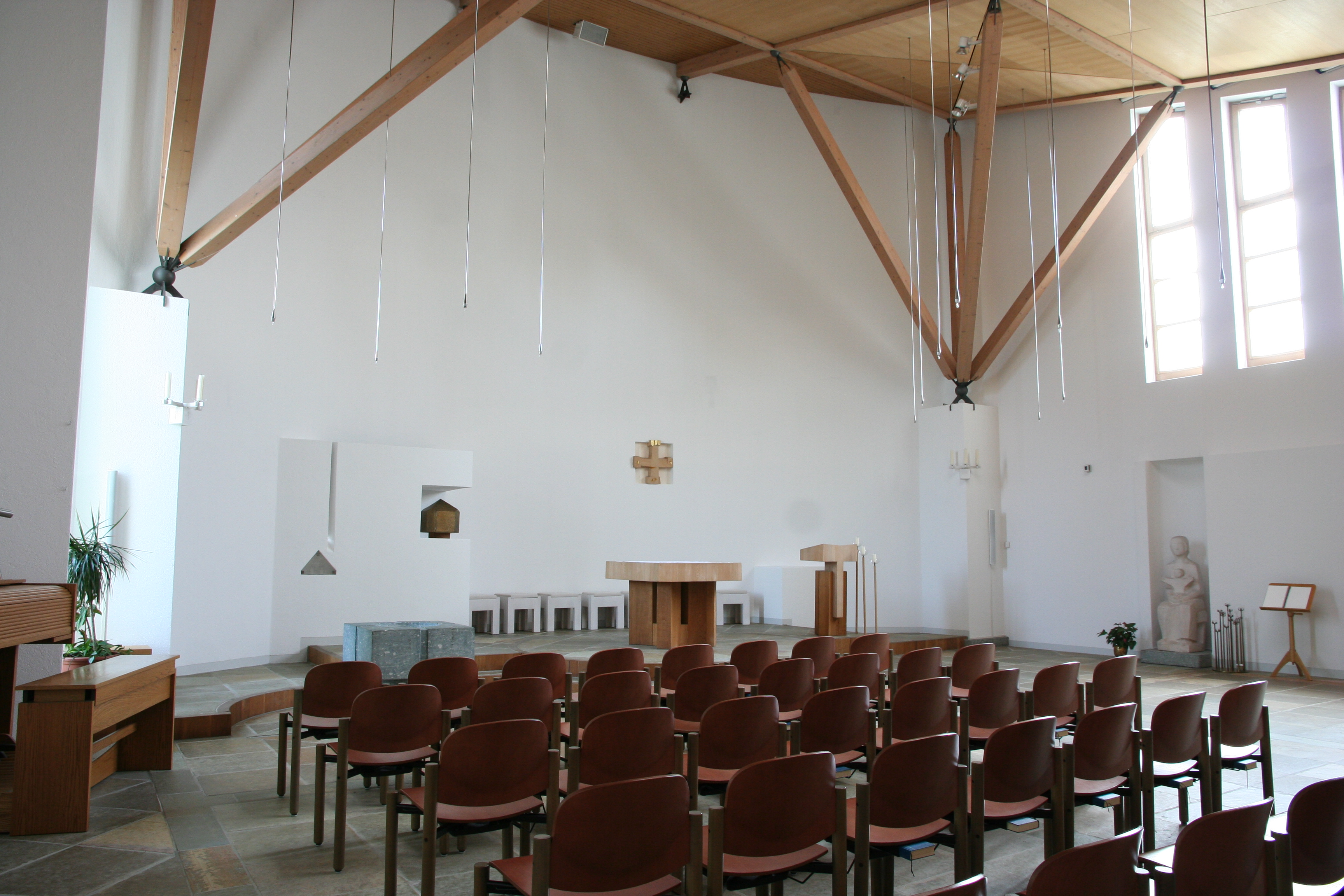
Innenansicht

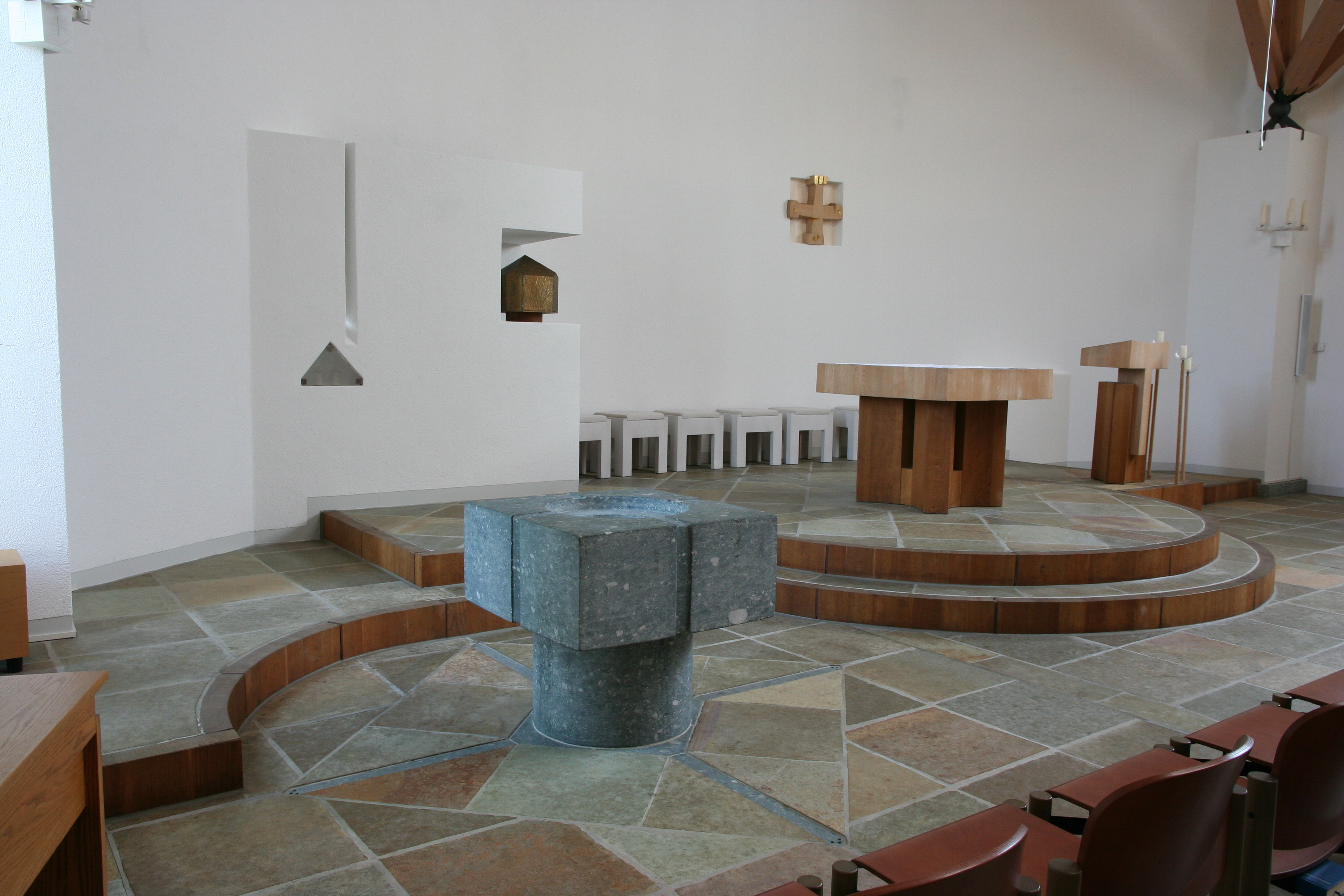
Taufstein und Tabernakelwand

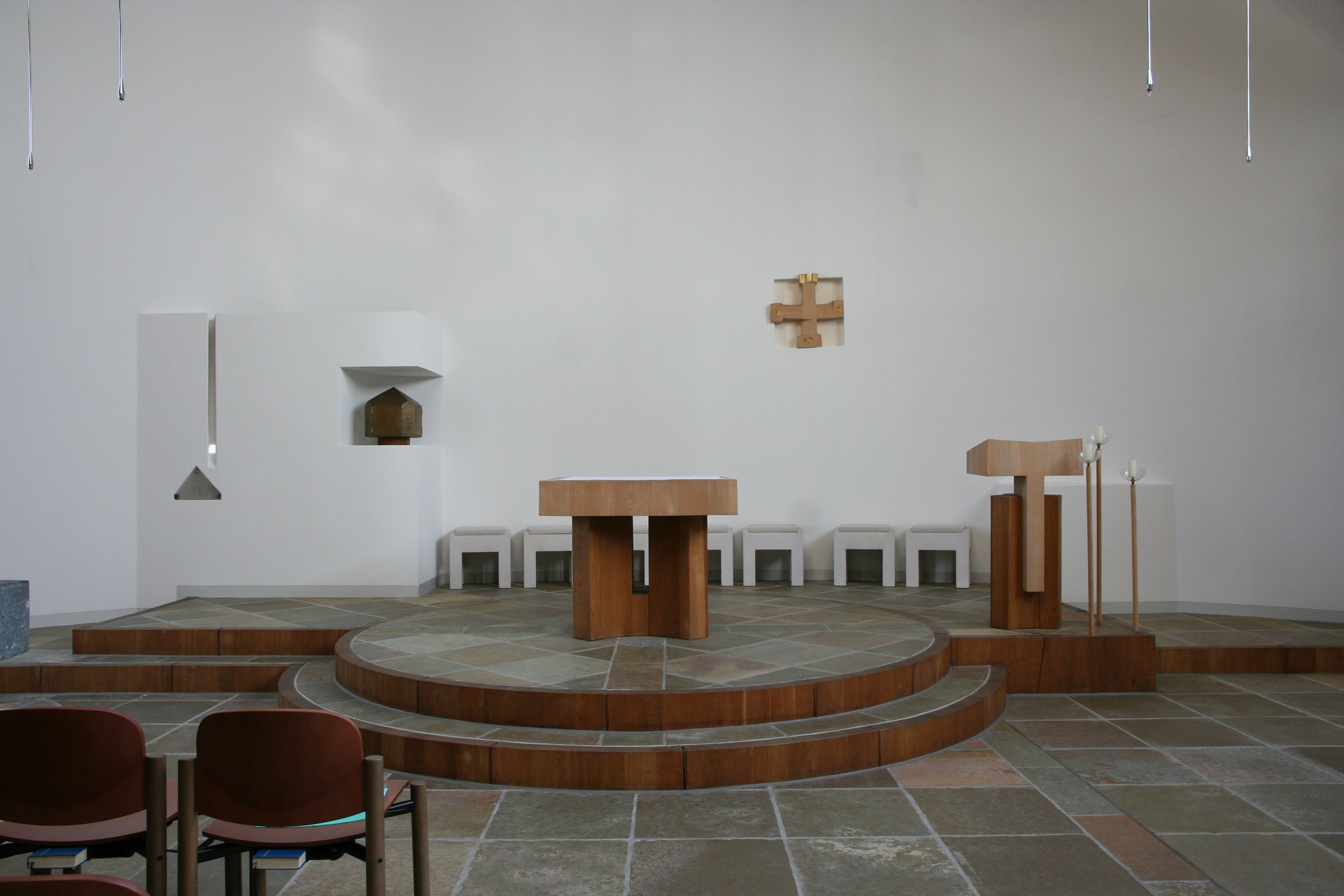
Altarraum

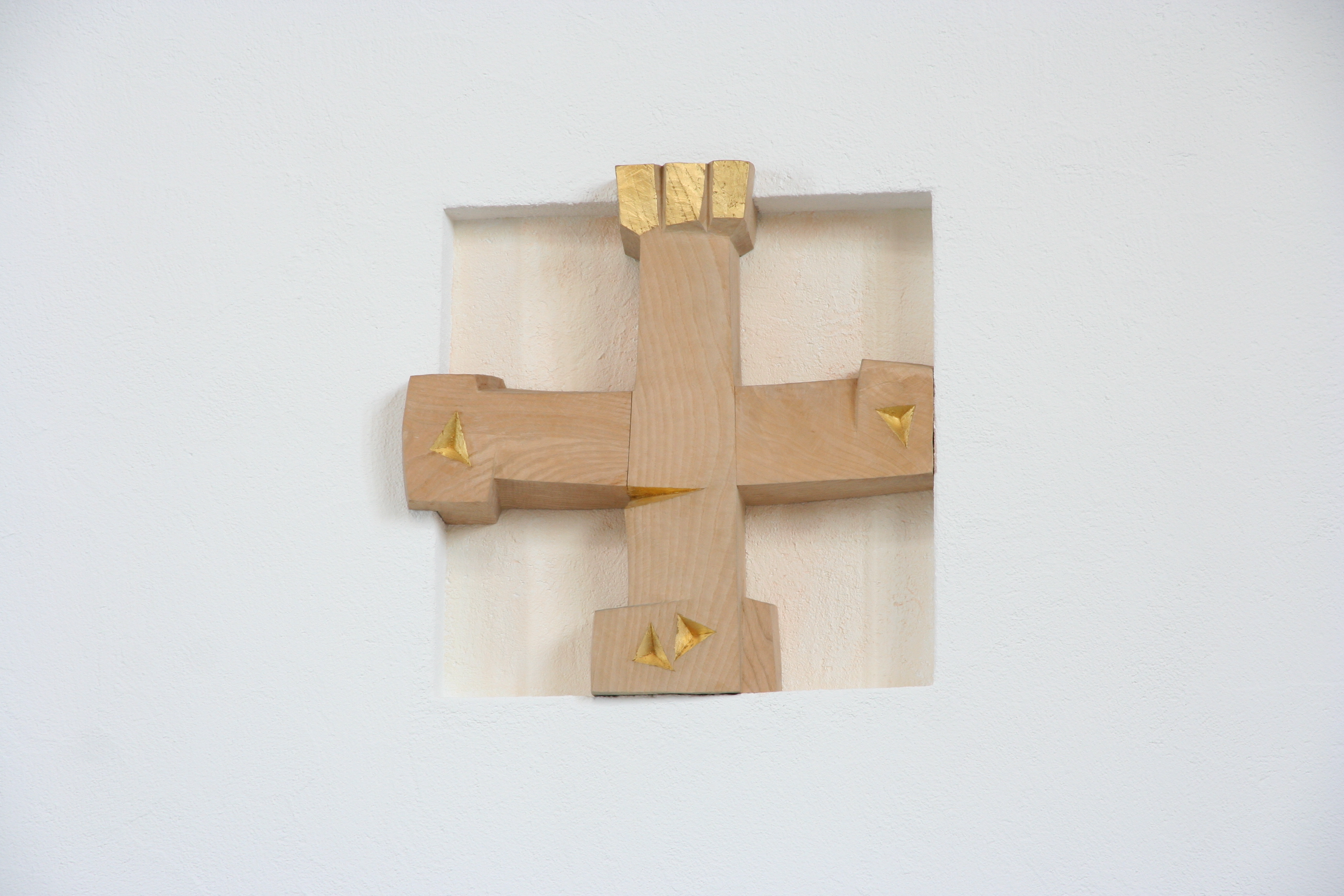
Kreuz von Alois Spichtig

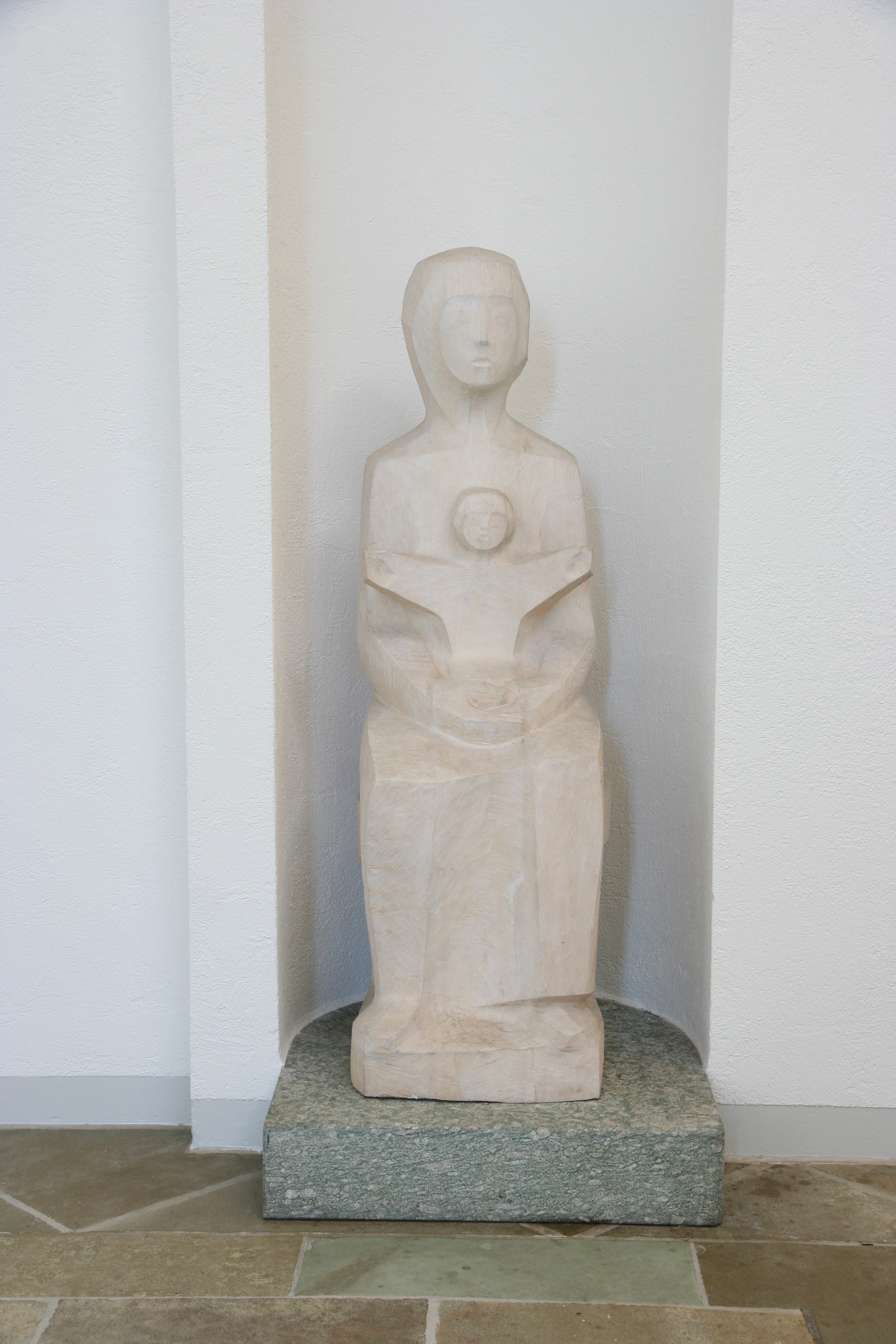
Muttergottes mit Jesuskind

Durch das Eingangsportal des Pfarreizentrums gelangt der Gottesdienstbesucher ins Innere des Gebäudes. Hinter dem Portal folgt zunächst ein bewusst dunkel gestalteter Gang, durch den der Gottesdienstbesucher in den hellen Vorraum der Kirche kommt. Die eigentliche Tür zur Kirche wird in diesem Vorraum durch einen dreieckigen Lichtschacht erhellt, der in seiner Formgebung auf die Trinität verweist. Sowohl die Türe zur Kirche als auch das Portal des Pfarreizentrums bestehen wie die Bodenplatten aus quadratischen Elementen. Die vier Quadrate der Türen bilden jeweils ein Kreuz, durch das hindurch der Gottesdienstbesucher zur Kirche, zum Allerheiligsten gelangt. Dies kann als Hinweis gelesen werden, dass der Mensch wie Jesus durch den Tod hindurch zum Leben, zur Auferstehung gelangen kann.

#### Kirchenraum
Im Innern der Kirche hat der Künstler Alois Spichtig die vier Elemente der Schöpfung eingesetzt: Licht, Boden, Feuer und Wasser. Die Zeichensprache der Gestaltung verweist sowohl auf die Grundlagen des Lebens als auch auf die Dimensionen der göttlichen Wirklichkeit.
Hinter der Tür zur Kirche erwartet den Gottesdienstbesucher ein Weihwasserbecken, das aus dem gleichen Stein geschaffen wurde wie der Taufstein, nämlich Vert des Glaciers aus der Gegend oberhalb von Martigny. Auch die innere Form des Weihwasserbeckens ist mit derjenigen des Taufsteins identisch. Beim Kreuzzeichen mit Weihwasser erinnert sich der Katholik an seine eigene Taufe. Die runde Form des Weihwasserbeckens verweist zudem auf die göttliche Dimension beim Sakrament der Taufe.
Der Taufstein befindet sich im östlichen Bereich der Kirche, wo auch ein grosses Fenster eingelassen ist, das Licht in die Kirche einlässt. In der christlichen Tradition ist der Osten als Ort der aufgehenden Sonne ein Symbol für die Auferstehung Christi an Ostern. Der Taufstein ruht auf einer runden Säule, die wiederum den quadratischen Taufstein trägt. Ist der Taufbrunnen in Betrieb, überläuft das geweihte Wasser und bildet in alle vier Himmelsrichtungen, ausgehend vom Taufbrunnen, je einen Wasserlauf, der schliesslich vom Fussboden der Kirche aufgenommen wird. Dies verweist auf den Garten Eden mit den vier Paradiesflüssen. Die Symbolik des Taufbrunnens kann auch als Aufforderung an die Getauften gelesen werden, in alle Himmelsrichtungen auszuströmen und das Heil allen Menschen weiterzuschenken.
Die linke Kirchenwand enthält vier quadratische Buntglasfenster, in denen Alois Spichtig folgende Themen aufgreift (v. l. n. r.): Schöpfung, Geburt Christi, Auferstehung und Reich Gottes. Die Farbgebung der Fenster widerspiegelt den Weg Gottes mit der Welt.
Auf der rechten Seite der Kirche befindet sich eine sitzende Maria mit Jesuskind, welche Alois Spichtig aus Holz gefertigt und weiss gefasst hat. Das Jesuskind breitet seine Arme aus und verweist damit auf die Liebe Gottes zu den Menschen. In der Kirchenwand vorne rechts ist der Grundstein der Kirche eingelassen, welcher aus bautechnischen Gründen zweigeteilt wurde und auch an der äusseren Kirchenwand sichtbar ist. Sowohl der Grundstein als auch der Sockel für die Marienstatue wurden aus dem gleichen Stein wie der Taufstein und das Weihwasserbecken gefertigt.
Der runde Kirchenraum wird vom gegen den Altar ansteigenden Dach abgeschlossen. Der Raum möchte den Eindruck eines Zeltes vermitteln und dadurch auf das Unterwegssein Gottes mit den Menschen verweisen. In dieser Gestaltung wird das irdische Dasein des Menschen wie ein Zelt als ein Provisorium verstanden, das einen Gegensatz zur himmlischen Ewigkeit darstellt. In das Kirchendach wurde ein grosses Oberlicht eingelassen, das aus neun quadratischen Fenstern besteht, welche wiederum so unterteilt wurden, dass im Oberlicht eine Kreuzform entsteht. Der Boden der Kirche weist das gleiche Muster auf wie das Oberlicht in der Decke. Abgestützt wird das Dach des runden Kirchenraums durch vier Säulen, welche dadurch in den runden Raum wiederum ein Quadrat einbetten. An den vier tragenden Säulen der Kirche befinden sich je drei Apostelkerzen, sodass die feiernde Gottesdienstgemeinde von den Symbolen der zwölf Apostel umgeben ist.
Für Gottesdienste mit vielen Kirchenbesuchern besteht die Möglichkeit, die Rückwand der Kirche zum Saal zu öffnen, damit der Kirchenraum vergrössert werden kann. Durch die Übernahme der Formensprache und der Materialien von der Kirche zum Saal wirkt die Kirche auch bei geöffneter Rückwand als räumliche Einheit.

#### Altarbereich
Der Altarbereich wird durch zwei Treppenstufen vom restlichen Kirchenraum abgehoben. Auf der linken Seite des Altarbereichs befindet sich eine gerade Wand, die vom Boden bis zur halben Höhe der Kirche der runden Kirchenwand vorgebaut wurde. In dieser geraden Wand ist als Ewiges Licht ein kleines Glasfenster eingelassen, das somit das Sonnenlicht als Ewiges Licht für diese Kirche verwendet. Daneben befindet sich ein dreieckiger Schrein in der Wand, welcher in seiner Formgebung auf die Transzendenz verweist und für die Heiligen Öle verwendet wird. Dem Schrein für die Heiligen Öle folgt der Tabernakel aus Bronze, der in seiner Formgebung an ein Haus oder an einen Kristall erinnert. Im Zentrum des Altarraumes steht der Volksaltar, der aus Holz geschaffen wurde und aus einer quadratischen Tischplatte sowie vier miteinander verbundenen Tischbeinen besteht, die miteinander vier Kreissegmente bilden und dadurch einen Bezug zum runden Sockel des Taufsteins herstellen. Der Altar steht in einem vom restlichen Altarbereich abgegrenzten runden Feld, in das eine Reliquie des hl. Nikolaus von Flüe eingelassen ist. Auf der linken Seite des Altars steht die Osterkerze, auf der rechten Seite der in Tau-Form gestaltete Ambo. In die Kirchenwand wurde auf halber Höhe eine quadratische, leicht vergoldete Nische eingelassen, in der sich ein Holzkreuz befindet, das die vier Wunden des Gekreuzigten aufweist und am oberen Kreuzesholm mit einer dreigeteilten goldenen Krone abschliesst. Karfreitag und Ostern werden in dieser Gestaltung zusammengebracht. Die Rundwand hinter dem Altar wurde bewusst weiss gelassen, da ursprünglich eine Projektion von Bildern geplant war. Die Deckenleuchten, die an einen Sternenhimmel erinnern, wurden so gesetzt, dass der Weg für zwei Projektionen vom hinteren Bereich der Kirche an die vordere Kirchenwand möglich gewesen wäre. Aus technischen Gründen konnte diese Idee jedoch nicht realisiert werden.
Die liturgischen Gefässe der Auferstehungskirche St. Maria Magdalena wurden von Josef Caminada, Zürich, gestaltet.

### Orgel
Die Kirche besitzt eine elektronische Orgel, die sich an der linken Seite des Kirchenraums befindet.